# Klättas betesmarker

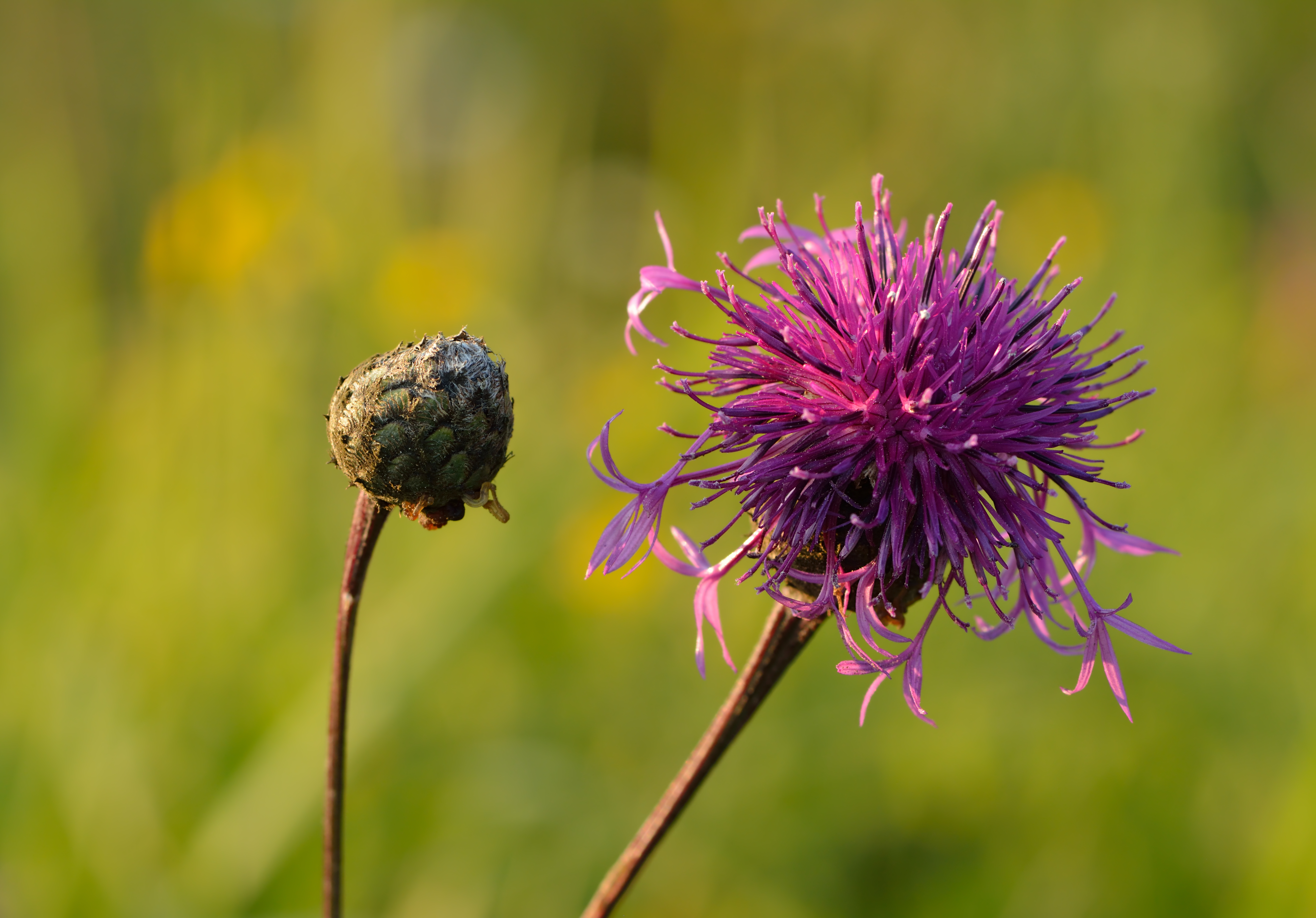
Väddklint

Klättas betesmarker är ett naturreservat i Tanums socken i Tanums kommun i Bohuslän.
Området avsattes som naturreservat 2002. Det omfattar 13 hektar och består av betesmarker, randskogar, hällmarker och strandområden vid  Tannamskilens södra strand. 
I naturreservatets östra del växer ädellövblandskog, klibbalskog och inslag av ädellövskog. Buskskiktet består bland annat av olvon, slån och vildkaprifol. Fältskiktet i reservatet hyser arter som darrgräs, knärot, blåsippa, brudbröd, blodnäva, äkta johannesört, bockrot, gullviva, kungsljus, linnea, åkervädd, väddklint och prästkrage.
Syftet med reservatet är att bevara biologisk mångfald och värdefulla naturmiljöer i ett kulturpräglat kustlandskap. Troligen har bebyggelse funnits redan på äldre järnålder. Ett äldre gravfält finns också på Klätta.
Klätta ingår i ett större område, Tanumskusten, som godkänts av regeringen att ingå i det europeiska nätverket av skyddade områden, Natura 2000.